# Archidiocèse d'Indianapolis
L′archidiocèse d'Indianapolis (Archidioecesis Indianapolitana) est un territoire ecclésiastique de l'Église catholique aux États-Unis. Son siège est à la cathédrale Saints-Pierre-et-Paul d'Indianapolis dans l'Indiana. Son origine remonte au diocèse de Vincennes, érigé le 6 mai 1834 à la cathédrale Saint-François-Xavier de Vincennes. Le siège est transféré à Indianapolis en 1898, sous l'épiscopat de François Chatard.
Le diocèse d'Indianapolis est élevé au rang d'archidiocèse, le 21 octobre 1944, par Pie XII. L'archevêque d'Indianapolis est Charles Coleman Thompson (en) depuis juin 2017.  

## Historique
La région, qui dépendait du diocèse de Québec, a été visitée par des missionnaires jésuites français à partir des années 1730. Les premières paroisses datent de 1749, puis elle passe sous administration anglaise qui chasse les jésuites, après la défaite des Français en 1763. Elle fait allégeance aux États-Unis à la fin des années 1770. Elle souffre du manque de prêtres, des attaques des Indiens et des épidémies.
Pie VI érige le premier diocèse aux États-Unis en 1789. C'est l'archidiocèse de Baltimore, qui recouvre donc un immense territoire. Joseph Carroll en est le premier évêque. Il envoie en 1791 l'abbé Benoît-Joseph Flaget dans l'Indiana, afin de succéder au père Pierre Gibault qui était missionnaire auprès des fermiers et trappeurs français de cette région hostile. Il devient curé de la paroisse de Vincennes. En 1808, Pie VII partage le territoire des États-Unis en cinq diocèses et les Territoires du Nord (tels qu'ils étaient appelés) passent sous l'autorité du nouveau diocèse de Bardstown (en), avec Benoît-Joseph Flaget à sa tête.
En 1832, Benoît-Joseph Flaget et Joseph Rosati (évêque de Saint-Louis) envoient une demande au Saint-Siège pour fonder un nouveau diocèse à Vincennes, car la colonisation s'est ouverte avec de nouvelles populations. Simon Bruté de Rémur est proposé comme premier évêque, ce que Rome accepte. Le nouveau diocèse est érigé en 1834. Il n'y avait alors que trois prêtres pour tout le diocèse... Mgr Bruté a donc parcouru d'énormes distances pour visiter les communautés catholiques de tout l'Indiana et d'une partie de l'Illinois. Il tombe malade et Célestin Guynemer de la Hailandière lui succède, jusqu'à sa démission en 1847, laissant la place à Jean-Étienne Bazin, puis au fameux Maurice de Saint-Palais (1848-1877) qui fondent nombre de nouvelles paroisses. Les premiers évêques de Vincennes sont tous enterrés à la crypte de la proto-cathédrale Saint-François-Xavier. C'est à cette époque que Mère Théodore Guérin (canonisée en 2006) fonde sa première une institution, un orphelinat à Vincennes et que sa congrégation essaime dans le nord du pays. De même les bénédictins d'Einsiedeln, en Suisse, envoient un groupe de moines fonder l'abbaye Saint-Meinrad, mère de la congrégation helvéto-américaine, et de nombreuses paroisses du nord du pays et du sud de l'Indiana. 

### Création du diocèse d'Indianapolis
Dans les années 1870, Indianapolis est devenue une grande ville d'immigration avec des populations venues de toute l'Europe. Un nouveau diocèse est créé à Fort Wayne, il devient évident qu'Indianapolis doit devenir le nouveau siège du diocèse, ce qui est fait en 1898. L'église Saint-Jean-l'Évangéliste est choisie comme procathédrale en attendant la construction de la cathédrale actuelle.
Au début du XXe siècle, le diocèse d'Indianapolis connaît une croissance rapide. Il dispose de 126 écoles paroissiales et de 19 écoles secondaires. Il doit faire face ensuite à l'adversité du Ku Klux Klan et des communistes, mais sa croissance perdure. Les premières écoles interraciales sont ouvertes dans les écoles catholiques du diocèse dans les années 1930.

### Devient archidiocèse
Le diocèse est érigé en archidiocèse en 1944. Il est placé sous le patronage de l'Immaculée Conception et ensuite de Mère Théodore Guérin.

## Enseignement
L'archidiocèse dispose de soixante écoles primaires paroissiales, onze écoles secondaires, deux collèges universitaires et de deux séminaires.

## Diocèses suffragants
- Diocèse d'Evansville
- Diocèse de Fort Wayne-South Bend
- Diocèse de Gary (en)
- Diocèse de Lafayette-en-Indiana

## Statistiques
Selon l'Annuaire pontifical de 2022, il y avait en 2021 :
- 120 paroisses
- 2 753 423 habitants
- 234 882 catholiques (8,5 %)
- 139 prêtres diocésains
- 76 prêtres réguliers
- 57 diacres permanents
- 135 religieux
- 426 religieuses

### Articles liés
- Cathédrale Saints-Pierre-et-Paul d'Indianapolis
- Liste des juridictions catholiques aux États-Unis
- Église catholique aux États-Unis